# 爱德华·比尔德
爱德华·彼得·比尔德（英語：Edward Peter Beard，1940年1月20日—2021年1月11日），美国羅德島州政治人物。曾任美国众议院议员。

## 生平
1940年生于普罗维登斯，在当地接受教育。1960年至1966年，在罗德岛国民警卫队工作，同时完成高中学业。在从政前，他还曾做过房屋油漆工等职业。
1972年至1974年，他担任罗德岛众议院议员。1975年至1981年，他担任美国众议院议员，期间还担任众议院劳工准则委员会主席。
离开国会后，他经营着一家小酒馆，也曾主持电台脱口秀节目。1986年至2002年，担任普罗维登斯市老年人事务中心主任。
2021年1月11日逝世。